# Београд или трамвај а на предња врата
„Београд или трамвај а на предња врата“ је југословенски филм из 1973. године. Режирао га је Славољуб Стефановић Раваси, а сценарио је писао Милан Шећеровић.

## Улоге
| Глумац                | Улога                                 |
| --------------------- | ------------------------------------- |
| Александар Берчек     | Коле                                  |
| Милутин Бутковић      | Јово                                  |
| Богдан Јакуш          |                                       |
| Љиљана Крстић         | Ковиљка                               |
| Драган Максимовић     | Дуле                                  |
| Стеван Миња           | Пословни партнер                      |
| Тихомир Петровић      | Певач (песма „Балада о пријатељству“) |
| Васја Станковић       | Чика Мита                             |
| Данило Бата Стојковић |                                       |
| Гордана Марић         |                                       |
| Богић Бошковић        |                                       |